# トヨタ・クラウンマジェスタ
クラウン マジェスタ（CROWN MAJESTA）は、トヨタ自動車が生産・販売していた高級4ドアセダンである。取扱店はトヨタ店（東京のみ東京トヨペットと併売）。
愛称は「マジェスタ」、「マジェ」。

## 概要
1989年8月、8代目クラウンのマイナーチェンジにおいて、新開発となる4.0L V型8気筒DOHCの1UZ-FE型エンジンが、同年10月に登場するセルシオ（初代）に先駆けて初めて搭載された（グレード名「4000ロイヤルサルーンG」・通称「V8クラウン」）。当該車種の事実上の後継車種として、クラウンの更に上位に位置し、クラウンとセルシオの中間車種として設定されたのがクラウンマジェスタである。
なお、1964年に登場したクラウンエイト（VG10型）は、当時のクラウン（MS41型）とは別の最高峰モデルとして大型専用ボディとエンジン（2.6Lのオールアルミ製のV型8気筒）を搭載していたが、これは1967年に登場するセンチュリーのパイロットモデル相当であった。
初代からフロントガラス上に情報を表示する機能を持ったフロントヘッドアップディスプレイ（HUD）を標準装備し、他車との差別化を図っていたが、5代目以降は廃止された。初代より日本国内専用車として設計・生産されていたが、4代目は紅旗・HQ3（盛世）のベースとして、5代目からは中国におけるクラウンの現地生産車（2代目 S20#型、3代目 S21#）としても採用され、この後中国戦略車としての役割も担うこととなった。

## 初代 S140型（1991年 - 1995年）
9代目クラウンと同時に登場。前記の通り、1989年にデビューしたセルシオ（レクサス・LS）との間に位置する車種として投入された。エンジンはクラウンの直列6気筒3.0Lとセルシオに搭載されているV型8気筒4.0Lの2種類。また当時、セルシオにも非採用のエレクトロマルチビジョンが採用されている。なおアリスト（JZS147型）とは兄弟車種であり、シャシーを共有していた。
全体的に丸みを帯びたフォルムを持つ。特に、横長のリアコンビネーションランプはリアエンド一杯に広げられ、ワイド感が強調されている。そしてハイマウントストップランプには、当時販売されていた、クラウン、セルシオ、マークIIに採用されていたLEDハイマウントストップランプが使用されている。このハイマウントストップランプは横長で照射範囲は広いが、経年劣化で低照度化してしまうため、後世代では白熱バルブ式のハイマウントストップランプに変更された。
クラウン36年の歴史で初となるフルモノコックボディを採用。ピラードハードトップのかたちをとっていた。空気抵抗は、CD=0.31。
グレードは上位から「Cタイプ」「Bタイプ」「Aタイプ」の3種。Cタイプが4.0L、BタイプとAタイプが3.0L。Cタイプはリアに「V8」のエンブレムが付く。
- 1991年（平成3年）10月28日 - 発売。
- 1992年（平成4年）10月 - 4WDのCタイプi-Fourを追加。同時に4.0Cタイプと3.0Aタイプに装備を簡略化して、断熱グリーンガラスを採用したタイプSシリーズを追加。
- 1993年（平成5年）8月[2] - マイナーチェンジ。 フロントグリル、リアコンビネーションランプの意匠変更。クロムメッキドアハンドルの採用。助手席エアバッグ（オプション）の設定。
- 1994年（平成6年）8月- 一部改良。Cタイプと同じシートトリムのオールウールジャカードモケットを全車に標準装備。またアルミホイールのセンターオーナメントのデザインを変更した。
- 1995年（平成7年）
  - 7月[3] - 生産終了[出典無効]。在庫対応分のみの販売となる。
  - 8月 - 2代目と入れ替わる形で販売終了。

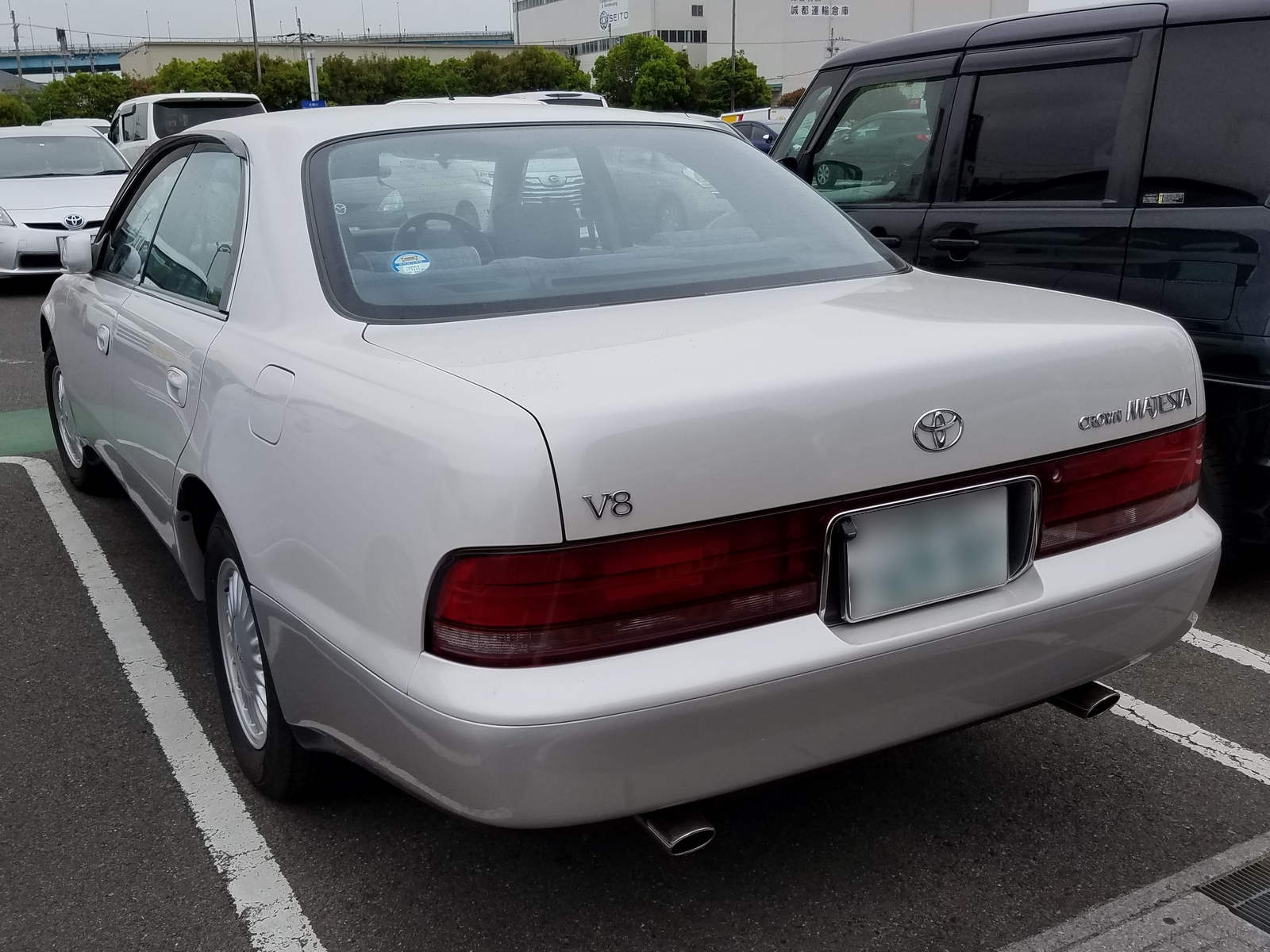
前期型 リア

## 2代目 S150型（1995年 - 1999年）

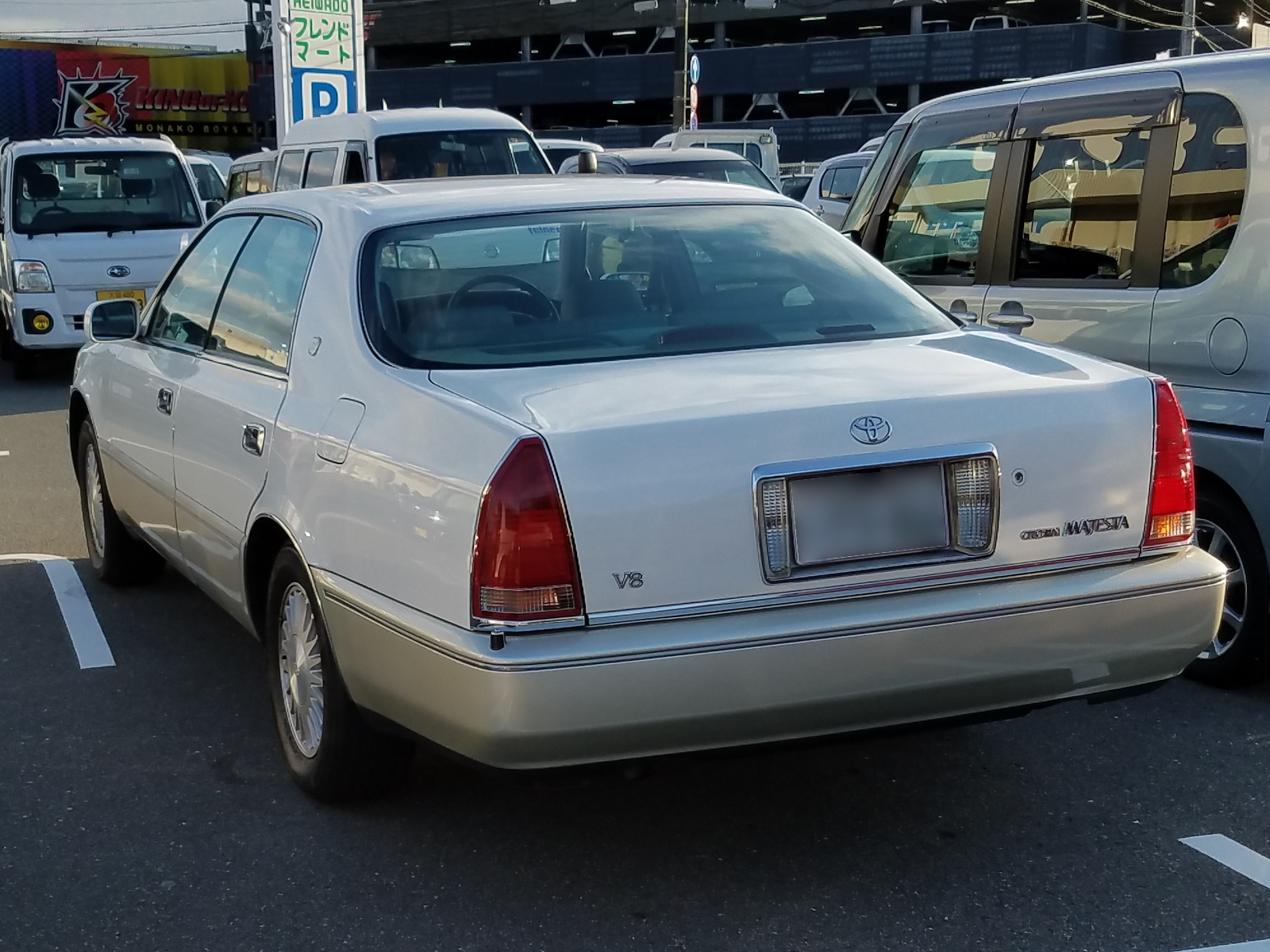
後期型 Cタイプ

1995年8月 - 10代目クラウンと共にフルモデルチェンジ。エンジンの出力は1UZ-FEが265PSに向上。CMの音楽は久石譲が手がけた。
初代モデルの丸みを帯びたデザインに比べ、直線的デザインに変わっている。また、ベースカラーも明色系ツートンから暗色系ツートンになった。
テールランプもこの代から縦型となった。
バブル崩壊後に登場したことで初代に比べるとインテリアの装備品の簡略化が目立っている。
- 1996年（平成8年）
  - 5月 - 3Lモデルに「Eタイプ」を設定。
  - 9月 - 一部改良。安全装備を拡充させ、VSC（ビークル・スタビリティ・コントロール）を4L搭載のグレードに標準装備。リヤ左右席にチャイルドシート固定機構付シートベルト、ヒーター付ドアミラーを全車標準装備した。

- 1997年（平成9年）8月 - マイナーチェンジ。フロントグリルの変更と同時にディスチャージヘッドランプが採用されたほか、ボディがVIPSから衝突安全ボディGOAへと進化した。そしてメーカーオプションのEMVが7インチワイド化された。なお、1UZ-FEがVVT-i化され、280PSに出力向上。4.0L・2WD車のATが5速化されている。

- 1998年（平成10年）
  - 8月 - 排気ガス記号を「E-」から「GF-」へ変更。外板色　マリーンマイカトーニングGを廃止。
  - 10月 - Fタイプをベースにした特別仕様車「オーナーズエディション」を設定。

- 1999年（平成11年）
  - 8月[5] - 生産終了。在庫対応分のみの販売となる。
  - 9月 - 3代目と入れ替わって販売終了。

- 後期型 Cタイプ

## 3代目 S170型（1999年 - 2004年）
1999年9月 - 発売。このモデルよりクラウン同様にプラットホームが一新され、ボディ形状がこれまでのハードトップからドアサッシュ（窓枠）を持つセダンへ変更された。先代同様、衝突安全ボディGOAを採用。
搭載エンジンは先代と同じであるが、4.0Lのモデルは出力が280PSに向上している（直6モデルは220PS）。
4.0L、3.0Lの両グレード共にベースグレードのAタイプ、上位グレードのCタイプの2種類のみの展開となる。4.0L Cタイプにはエアサスペンションが装着され、4WD仕様のi-Four（このモデルのみ4AT）が存在している。
専用のオプションでフードクレストマークを装着できるようになり、全体的に大きくなった車幅に対し、目安を付けることで運転しやすくなっている。ベースカラーはホワイト・ベージュ系のツートンと、ダークブルー系のツートンが主に使用されている。なお、ナビタイプが、従来のCD-ROMからDVD方式に変更された。後期型ではオットマン機構などの特殊装備も追加され、ドライバーよりも助手席や後部席の居住性を確保する仕様になっている。
- 2000年（平成12年）
  - 4月 - 一部改良。電動リアサンシェードの設定拡大および単独オプション化、本革シートの設定拡大を実施した。
  - 8月 - 排気ガス記号を「GH」から「TA」へ変更（4.0L Cタイプ i-Fourを除く全車）。
- 2001年（平成13年）8月 - マイナーチェンジ。フロントグリル、テールランプなどを変更。
- 2002年（平成14年）1月 - クラウンマジェスタ10周年を記念して特別仕様車を設定。3.0L Cタイプ、4.0L Cタイプ／Cタイプ i-Fourをベースに、外板色にホワイトパールクリスタルシャイントーニングGを含む計4種類を設定するとともに、専用色ブラックの本革シート・内装（アイボリーも設定）や専用オープニング画面のDVDボイスナビゲーション付EMV（エレクトロマルチビジョン）、専用16インチアルミホイール（クローム調）、プライバシーガラス（リヤサイド、バックガラス）を採用するなど、一層高級な仕様とした。また、10th Anniversaryのロゴが入った木目調インストルメントパネル、専用ワイヤレスキー2本(本革キーケースならびにキー収納ボックス、サブキー1本セット)、専用本革張り車検証入れなどを採用し、10周年記念ならではの特別仕様車としている。
- 2004年（平成16年）
  - 6月[8] - 生産終了。在庫対応分のみの販売となる。
  - 7月 - 4代目とバトンタッチして販売終了。

## 4代目 S180型（2004年 - 2009年）
- 2004年（平成16年）7月6日 - フルモデルチェンジ。
  - 「ダイナミック＆マジェスティックセダン」のキャッチフレーズの下に新プラットフォームで製作された。「ZERO CROWN」としてモデルチェンジしたクラウン同様に、従来より大幅にデザインが変更されたが、縦型テールランプは継承された。先代まではフロントをはじめ、王冠を模した「クラウンエンブレム」を使用していたが、この代と次の代に限り「トヨタエンブレム」に差し替えられ、エレクトロマルチビジョンの車名ロゴも“MAJESTA”のみとなった。目標月間販売台数は1,000台。
  - エンジンは直列6気筒3.0L搭載グレードがなくなり、セルシオやソアラなどと共通の3UZ-FE型V型8気筒DOHC4.3L(4,292cc)のみとなった。トランスミッションは、6速シーケンシャルシフトマチック（スーパーインテリジェント6速オートマチック<6 Super ECT>）のみである。グレードは4WD仕様のi-Fourをあわせ、CタイプとAタイプの3グレード。また、ターゲット年齢層を下げるため、ツートンカラーの設定がなくなり、スポーティーさを強調した単色のみの設定となっている（ベースカラーはホワイト・ホワイトシルバー系）。全車にカーナビゲーションとバックガイドモニターやETCを標準装備し、ナイトビュー、インテリジェントAFS、プリクラッシュセーフティーシステム、レーンキーピングアシストなどの当時最新鋭の安全装備も搭載されている。また、内装には天然木（木目調であった従来と異なる本木目）、特殊な防音材を使用し、高級感を図っている。
- 2006年（平成18年）7月3日 - マイナーチェンジ。フロントグリルの横桟が、2代目からの伝統である縦桟に変更された。同時にナビはHDDタイプに変更されている。セルシオが2006年5月で販売終了し製造も6月30日で終了、同年9月19日よりレクサスに移行し「レクサス・LS」として発売されたため、TOYOTAブランドとしてショーファードリブンカーであるセンチュリーを除いて市販車では最上級車種となった。
  - マイナーチェンジに伴い、トヨタモデリスタインターナショナルより「クラウンマジェスタ・スーパーチャージャー」が発売された。340馬力に向上したエンジン出力、エアサスペンション、強化AT、マフラー、スタビライザーなども専用に設計された仕様になっている。エンブレムも専用のものが付属。なお、ベース車両を2WDの全グレードから選択できるが、それぞれの車両価格に約200万円の増となる。また、持ち込み車検となるほか、税金の減免処置も受けられない。
- 2009年（平成21年）
  - 2月[11] - 生産終了。在庫対応分のみの販売となる。
  - 3月 - 5代目と入れ替わって販売終了。

## 5代目 S200型（2009年 - 2013年）
基本的に先代のキープコンセプトであるが、全体的に押しの強さが控えられ、やや落ち着いたデザインになった。全長は4,995mm、全幅も1,810mmとなりボディサイズは拡大されたが、レクサス・LSよりもサイズは小さく、かつてトヨタブランドで販売されていたセルシオに極めて近いサイズである。目標月間販売台数は1,000台。
エンジンはレクサス・LSやGSにも搭載されている1UR-FSE型エンジンを採用しているが、4WDモデルの「i-Four」にはエンジンルームのスペースの都合で1URエンジン用のセンターデフが収まらないとの理由から、先代の4.3Lの3UZ-FE＋6ATを引き続き採用している。
シャシーとサスペンションは先代から継続されるものの、新型エンジンのパワーに耐えられるよう各部が強化されている。電子制御式エアサスペンションを今回も全グレードで採用し、カーナビゲーションの地図情報を元にしてダンパーの減衰力を変更する機能も搭載。また、ブレーキはレクサスGSと同様の、モノブロックタイプの4ポットキャリパーと大径ディスクブレーキをフロントに初採用。タイヤサイズは先代やレクサスGS350（標準仕様）と同じく17インチであるが、エンジンやサスペンションの向上に伴い235サイズへと拡大されている。
グレード体系も変更された。ベーシックグレードのAタイプ、それをベースに「アクティブステアリング統合制御」と「VGRS（ギア比可変ステアリング）」を装備して走行性能を強化した「Lパッケージ」（ホイールも専用デザイン）、今回は中間グレードとなる「Cタイプ」、そして最上級グレードとして「Gタイプ」が新設された。そしてGタイプの後席の居住性を重視し、ショーファードリブン需要に対応したクラウン・マジェスタとしては初の大型リアセンターコンソールを設置した4人乗りグレード「Fパッケージ」も設定されている。また、Aタイプ及び同Lパッケージを除き、クラウンハイブリッドで採用されたファイングラフィックメーターがメーカーオプションで装着可能になった。
そしてこの「Gタイプ」には、世界初の技術として斜め前方の検知もできるようになった「前側方プリクラッシュセーフティシステム」、衝突時に後席のシートが前方に少し起き上がり乗員を保護する「プリクラッシュシートバック」、「Fパッケージ」には後席中央のエアバッグで後席の乗員同士の衝突を防ぐ「後席センターエアバッグ」の3つが搭載されている。
なお、マークXやレクサスLS、13代目クラウンと同じく、リヤバンパーとマフラーが一体化したデザインを採用している。
- 2009年（平成21年）
  - 3月26日 - およそ5年ぶりにフルモデルチェンジ。
  - 4月 - 「オート上海2009」にてマジェスタのボディをベースとした新型クラウンを出展。先代にあたるGRS180系クラウンの後継として中国の一汽汽車にて現地生産を開始。フロントグリルのエンブレムはトヨタのCIではなく、GRS200系クラウン同様に王冠を前面にしたデザインとしている。エンジンラインナップは国内仕様とは大きく異なり、2.5L・V6の5GR-FEと3.0L・V6の3GR-FE、そして国内仕様の4WDと同じV8・4.3Lの3UZ-FEで構成される。また、グレード体系も異なり「ロイヤル（2.5Lと3.0L）」「ロイヤルサルーン（3.0Lと4.3L）」「ロイヤルサルーンVIP（3.0Lと4.3L）」の3種となる。
- 2010年（平成22年）12月1日 - 一部改良。ルーフアンテナをフィンタイプの形状に変更。また、HDDナビゲーションシステムの機能強化やポータブルオーディオプレーヤーとの接続ができるUSB端子を新たに装備。さらに、ナビゲーションと連動で交通情報を画面や音声で知らせて安全運転をサポートするITS対応DSRCユニット（ETC機能付）をオプション設定した。
- 2012年（平成24年）11月1日 - 一部改良。JC08燃費測定対応。フロントフォグランプスモーク塗装。
- 2013年（平成25年）
  - 8月[13] - 生産終了。在庫対応分のみの販売となる。
  - 9月 - 6代目にバトンタッチして販売終了。

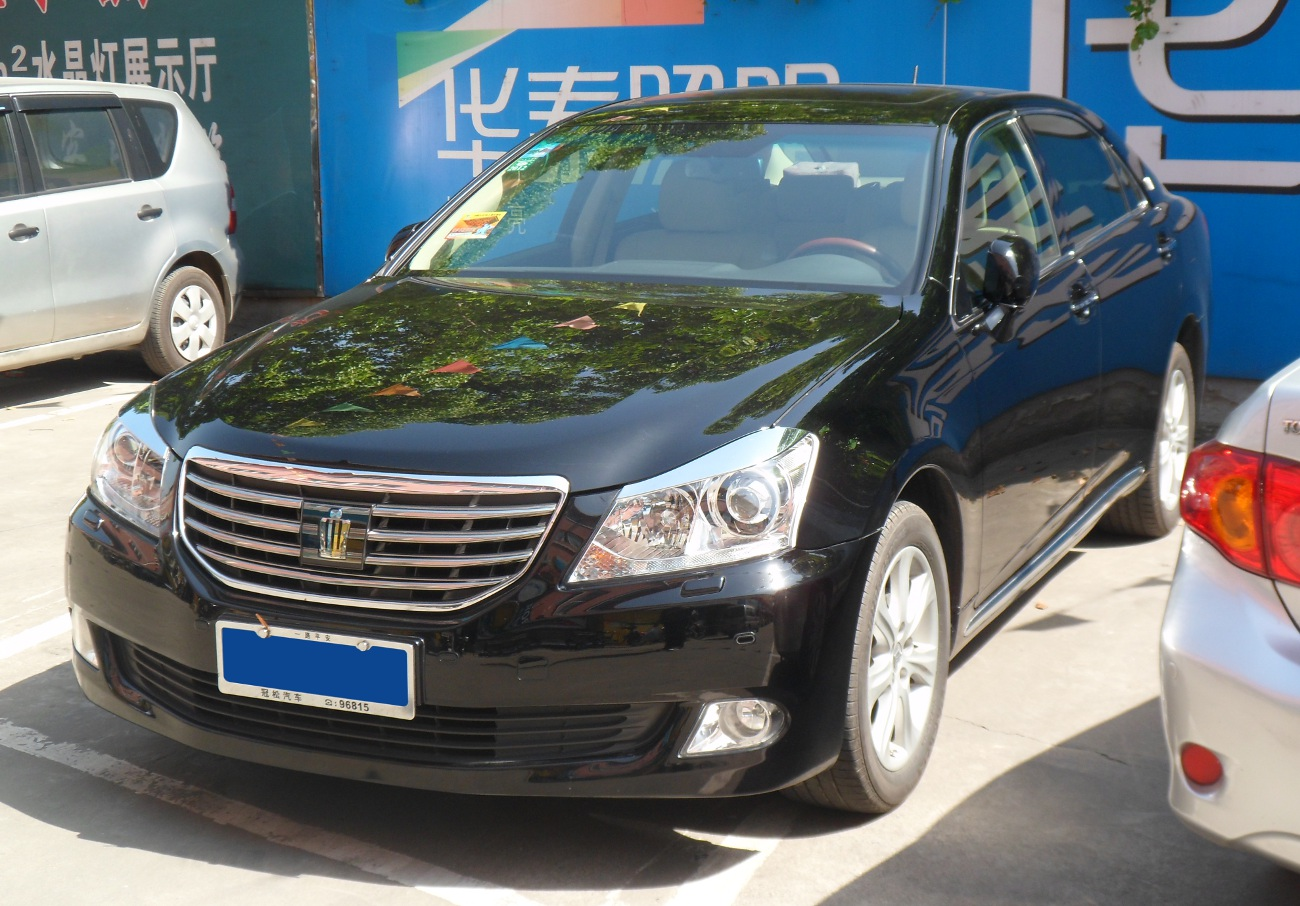
中国仕様車

## 6代目 S210型（2013年 - 2018年）

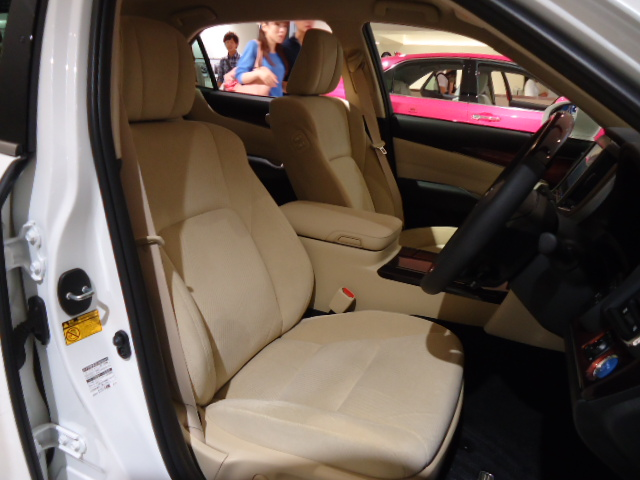
フロントシート

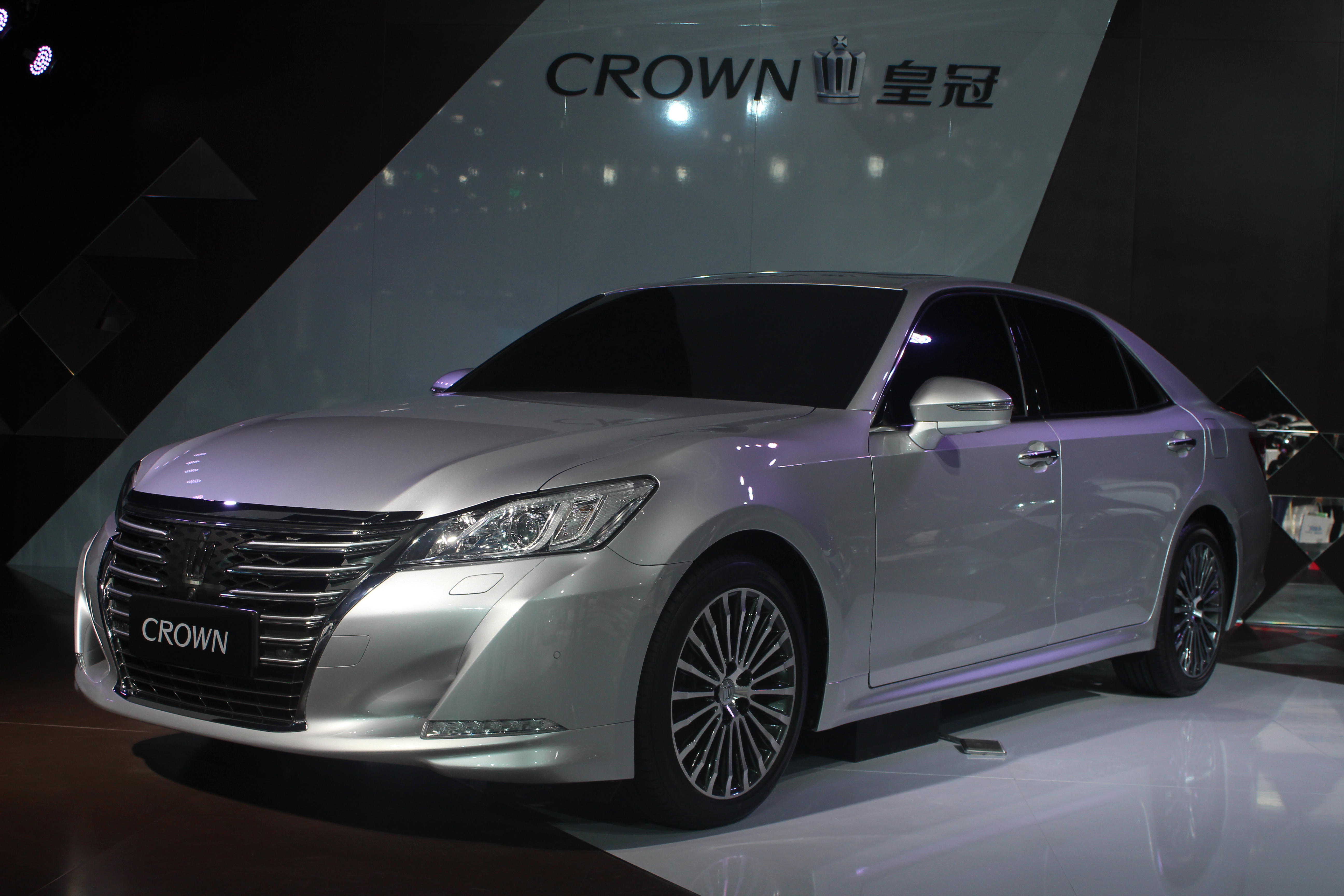
当代がベースの中国仕様クラウン

2013年（平成25年）9月9日、6代目にフルモデルチェンジし、同日より販売開始。初代から続いて来たマジェスタ専用ボディは廃止され、14代目クラウン・ロイヤルのホイールベースを延長した車体となった。同時に、車種名が「クラウン」に変わり、5代目までの「独立車種」としての位置づけからクラウン内のシリーズ名（「マジェスタシリーズ」）の位置づけとなった。
エンジンのダウンサイジングによりV8は廃止され、全モデルハイブリッド専用車となっている。
14代目クラウン・ロイヤルとのボディデザイン共用化の結果、マジェスタを特徴付けていた2代目以来の縦型リアコンビネーションランプは廃止され、初代から4代目までマジェスタのシンボルであったフロントヘッドアップディスプレイ（HUD）も5代目同様に設定されず、エアサスペンションと本木目パネル（4代目、5代目は全車標準）も廃止。歴代マジェスタで設定されていたリヤクールボックス（冷温庫）などいくつかのユーティリティオプションもなくなるなど、マジェスタ独自の個性は大きく減ずることになった。
マジェスタとしての外観上の独自デザイン（装備）は、グリルのバーをマジェスタ伝統の縦バーに変更／フロントバンパー下部へのクローム加飾追加／エクステンション部を黒色化・クリアランスランプのライン発光部をスモークブルとしたLED4灯式ヘッドライト（アダプティブハイビームシステム付）の採用などが挙げられる。
エンジンはレクサス・GS450hと同じ、新世代直噴技術「D-4S」を搭載したアトキンソンサイクル仕様の2GR-FXE型、3.5L V6に置換。さらに、モーターやインバーターの改良により高効率を徹底した「FR専用2段変速式リダクション機構付ハイブリッドシステム」を採用したことでV8エンジンに匹敵する動力性能とJC08モード燃費で18.2km/Lの低燃費を両立し、「平成27年度燃費基準+20%」を達成した。
4代目と5代目ではトヨタエンブレムになっていたフロントグリルのエンブレムは、3代目以来のクラウンエンブレムに戻り、Cピラーのエンブレムも復活した。なお、歴代のマジェスタは「トヨタブランドのオーナードライバーズカーとして最上級」とされていたが、6代目においては14代目クラウンのホイールベースを75mm延長し、しかも延長分すべてを後席スペースの拡大に充てており、ハイヤーや社用車としての需要を重視していることがうかがえる。ただ4人乗り仕様の廃止によって、VIPカーとしての用途はセンチュリーやレクサス・LSと比べると中途半端な存在になった。なおクラウンとボディ共用となったことで、結果的に5代目からわずかながらのダウンサイジング（全長25mm、全幅10mm、全高15mm短縮）となった。
装備面では走行中にドアミラーでは確認しづらい後側方の車両をレーダーで検知してドライバーへ注意喚起することで車線変更時の安全運転を支援するブラインドスポットモニターをマジェスタでは初めて標準装備したほか、マルチインフォーメーションディスプレイには各タイヤの空気圧を表示し、夏用・冬用などと2セットのタイヤを登録できるタイヤ空気圧警報システム（TPWS）を備えた。
グレード体系がよりシンプルとなり、標準仕様「マジェスタ」とレーダークルーズコントロール（ブレーキ制御付）、電動式リヤサンシェード&手動式リヤドアサンシェード、リアアクセサリーソケット（DC12V・120W）、3席独立温度コントロールフルオートエアコン（花粉除去モード付）+1席/前席集中モード、リヤオートエアコン（クーラー機能付）、本革シート、後席シートヒーター、パワーリアシート、インテリジェントクリアランスソナー、後左右席サイドエアバッグ、プリクラッシュセーフティシステム（ミリ波レーダー方式）などを追加した「マジェスタ"Fバージョン"」の2タイプとなった。
2014年（平成26年）7月9日、トヨタ初のハイブリッドフルタイム4WD車「マジェスタFour」を発売。FR車の「マジェスタ」よりも排気量が少なく、クラウンロイヤルシリーズ、アスリートシリーズのハイブリッドにも搭載されているレギュラーガソリンが使用できる直列4気筒2.5Lの2AR-FSE型を用いた「リダクション機構付THS II」にトルセンLSD付トランスファーとハイブリッド用トランスミッションを組み合わせたことで高い操舵安定性と低燃費（JC08モード燃費で19.4km/L）を両立した。なお、「マジェスタ」に2.5Lならびに直列4気筒が設定されることは史上初であり、同時に、歴代初のV型8気筒を搭載しない4WDでもある。
2015年（平成27年）10月1日、一部改良。ITS専用周波数（760MHz）を活用したITS Connectを世界で初めてメーカーオプションとして全グレードに採用した。それ以外に、セルフリストアリングコートの採用、ボディ接合部の剛性強化、フロント・リヤサスペンションの最適化も行われている。
2016年（平成28年）8月29日、トヨタ店創立70周年記念特別仕様車「J-FRONTIER」を発売。「マジェスタ"Fバージョン"」、「マジェスタFour」をベースに、共通でプレミアムナッパ本革シート表皮を装備し、本革巻き4本スポークステアリングホイールにブラウンレイヤーウッド（本木目）などを装備。内装色には特別設定色の「スモーキーブラウン」を採用した。併せて一部改良も行われ、衝突回避支援パッケージ「Toyota Safety Sense P」を全車標準装備した。
2018年 (平成30年) 4月 、 生産終了。 在庫対応分のみの販売となる。
2018年（平成30年）6月、在庫対応分が完売し販売終了。同時に公式サイトも閉鎖され､マジェスタは6代27年の歴史に終止符を打った。同年6月26日にクラウンが15代目にフルモデルチェンジされたが、シリーズ毎に分かれていた「ロイヤル」・「アスリート」・「マジェスタ」の名称が廃止され、新たに標準仕様とRS仕様に分けられることとなった。標準仕様の最上級グレードの「G-Executive」や「G-Executive Four」が「マジェスタ」の代替的なグレードにあたっていた。現在は、2023年（令和5年）より販売を開始した「クラウン（セダン）」が「マジェスタ」の間接的な代替車種にあたる。

## 車名の由来
- 英語のMAJESTIC（威厳のある、荘厳な、堂々とした）からの造語とされている。